# Зігмарсцелль
Зігмарсцелль (нім. Sigmarszell) — громада в Німеччині, знаходиться в землі Баварія. Підпорядковується адміністративному округу Швабія. Входить до складу району Ліндау. Центр об'єднання громад Зігмарсцелль.
Площа — 16,01 км2. Населення становить 2967 ос. (станом на 31 грудня 2020).